# Dödbyn
Dödbyn är en by i Orsa kommun i Dalarna, cirka en mil öster om Orsa. 
Byn är kanske mest känd för sitt ovanliga namn. Byn ansökte 2007 om att få byta namn till Österblicken men fick avslag från Institutet för språk och folkminnen eftersom det namnet saknar historiskt stöd.